# WWE 205 라이브
205 라이브(205 Live)는 WWE의 크루저웨이트 선수들을 위해 신설되었으나, 2019년부터 NXT 하위 프로그램으로 변질된 프로그램이다.
NXT 하위 프로그램으로 변질되면서 205 파운드 체중 제한 의미가 사라지게 되었고, 2022년 1월 크루저웨이트 타이틀마저 폐지되자 프로그램 존재 의미가 사라지게 되었고, 2022년 2월 11일을 끝으로 종영되고, NXT 하위 프로그램인 NXT : 레벨 업이 신설된다.

## 제너럴 매니저
| 이름            | 날짜                              |
| --------------- | --------------------------------- |
| 드레이크 매버릭 | 2018년 1월 30일 ~ 2020년 4월 12일 |
| 윌리엄 리걸     | 2020년 4월 12일 ~ 2022년 1월 5일  |

## 같이 보기
- WWE 크루저웨이트 클래식
- WWE 크루저웨이트 챔피언십 (2016년 이후)
- WWE 크루저웨이트 챔피언십 (1991년 ~ 2007년)